# Ettela'at
Ettela'at (in persiano اطلاعات‎, Ettelâ'ât , lett. "Informazione") è un quotidiano in lingua persiana pubblicato in Iran. È tra le pubblicazioni più antiche del paese e il quotidiano iraniano più antico al mondo. Il giornale ha una posizione conservatrice e si concentra su notizie politiche, culturali, sociali ed economiche. Fino alla rivoluzione del 1979, il giornale era associato al suo principale fondatore Abbas Massoudi (1895-1974).

## Storia e profilo

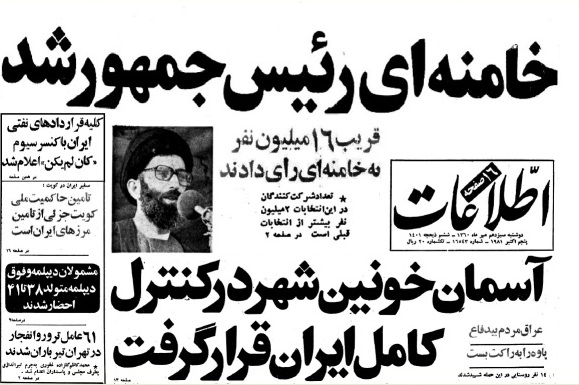
La copertina di Ettela'at sull'ascesa di Ali Khamenei alla presidenza (1981)

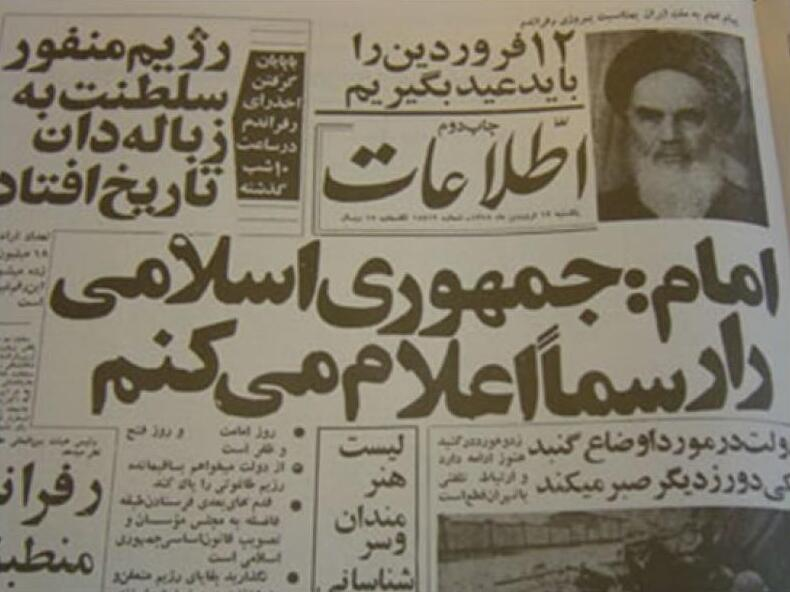
Prima pagina di Ettela'at in occasione della Festa della Repubblica Islamica iraniana (1º aprile 1979)

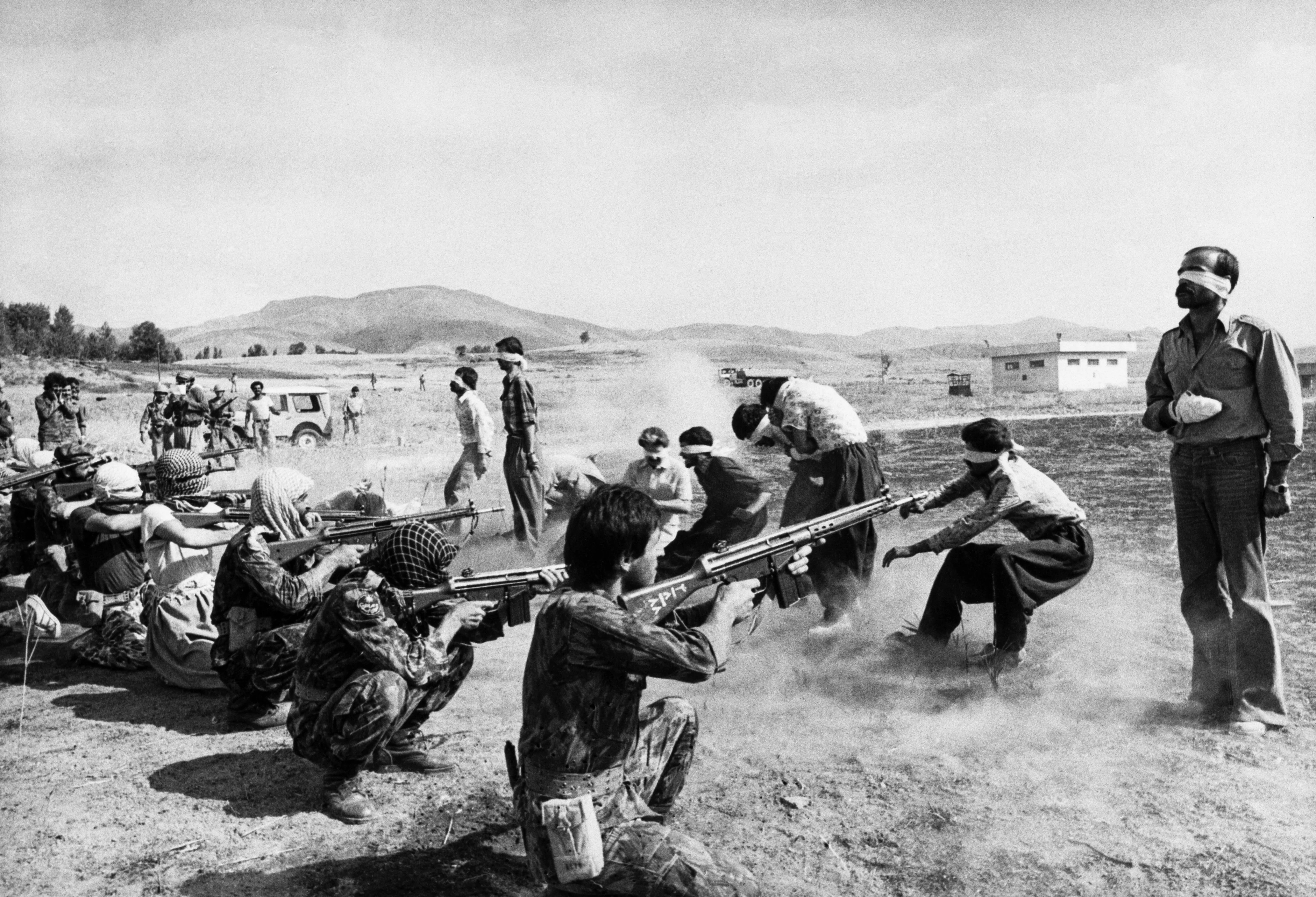
"Firing Squad in Iran", pubblicato da Ettela'at (28 agosto 1979)

Ettala'at fu fondato da Abbas Massoudi nel 1926 come giornale di quattro pagine e vendeva all'epoca quasi 2.000 copie a settimana. Durante il regno di Reza Shah la tiratura del giornale era sulle 15.000 copie. All'inizio della seconda guerra mondiale il giornale fu ampliato a otto pagine.
Ettala'at sostenne Shah Mohammad Reza Pahlavi durante il suo regno. Uno dei caporedattori era Hassan Sayyed Javadi, fratello minore di Ali Sayyed Javadi, un altro giornalista di Kayhan, e Ahmad Sayyed Javadi, ex ministro degli interni del governo islamico. Alla fine degli anni '60 l'editore del giornale era Abbas Massoudi, vicepresidente del Senato iraniano.
Il 6 gennaio 1978, fu pubblicato su Ettela'at un articolo che sosteneva che l'Ayatollah Ruhollah Khomeini fosse un agente britannico al servizio del colonialismo. L'articolo metteva anche in discussione le origini iraniane di Khomeini e affermava che aveva vissuto una vita immorale. Il giorno successivo i religiosi della città di Qom protestarono e la polizia chiese loro di disperdersi. Al loro rifiuto la polizia aprì il fuoco causando la morte di circa venti persone. I media iraniani mostrarono un'indignazione che si aggiungeva nel contesto delle tensioni che portarono alla rivoluzione iraniana del 1979. Nell'ottobre 1978 durante gli scontri tra le forze imperiali e i rivoluzionari, i giornali Kayhan ed Ettela'at furono censurati.
Dopo la rivoluzione, Ettela'at divenne una pubblicazione sponsorizzata dallo Stato insieme a Kayhan e Jomhouri-e Eslami. Da allora gli editori di questi giornali sono direttamente nominati dalla Guida suprema.
Il 31 gennaio 1979 Kayhan ed Ettela'at annunciarono che Khomeini sarebbe tornato da Parigi il giorno successivo. Il titolo 'Ettela'at fu: "domani mattina alle 9, in visita l'Imam a Teheran". La notizia portò all'afflusso di milioni di persone da diverse città verso Teheran. Nel 1979, il giornale pubblicò una fotografia nota come Firing Squad in Iran, che mostrava militanti curdi giustiziati dalle autorità iraniane. La foto avrebbe poi vinto il Premio Pulitzer nel 1980, attribuito a un "Anonimo"; solo nel 2006 si scoprì che si trattava del fotografo Jahangir Razmi.